# Dandougou Fakala
Dandougou Fakala is een gemeente (commune) in de regio Mopti in Mali. De gemeente telt 9400 inwoners (2009).